# Перещепине (станція)
Переще́пине — проміжна залізнична станція Дніпровської дирекції Придніпровської залізниці на неелектрифікованій лінії Самар-Дніпровський — Леб'яже між станціями Бузівка (12 км) та Кільчень (19 км). Розташована в селі Козирщина Самарівського району Дніпропетровської області. Поруч зі станцією пролягає автошлях територіального значення Т 0412.

## Пасажирське сполучення
На станції Перещепине щоденно зупиняються дві пари приміських поїздів сполученням Дніпро — Берестин.